# Metellina

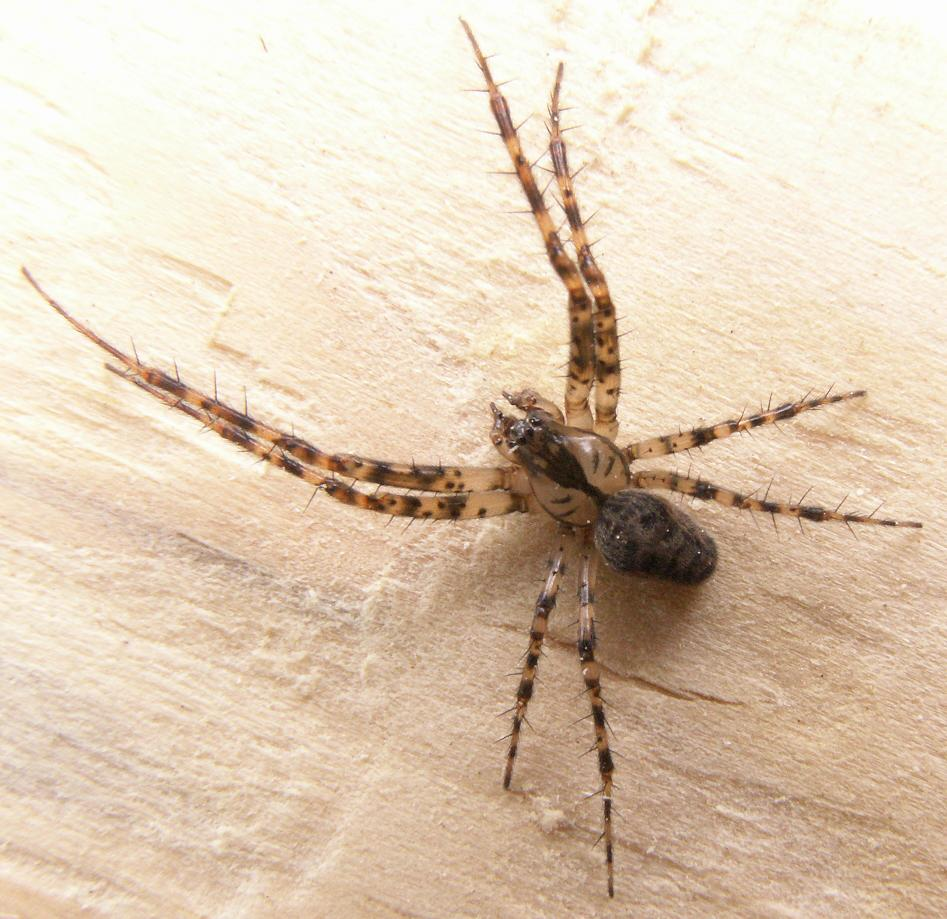
Samiec Metellina merianae

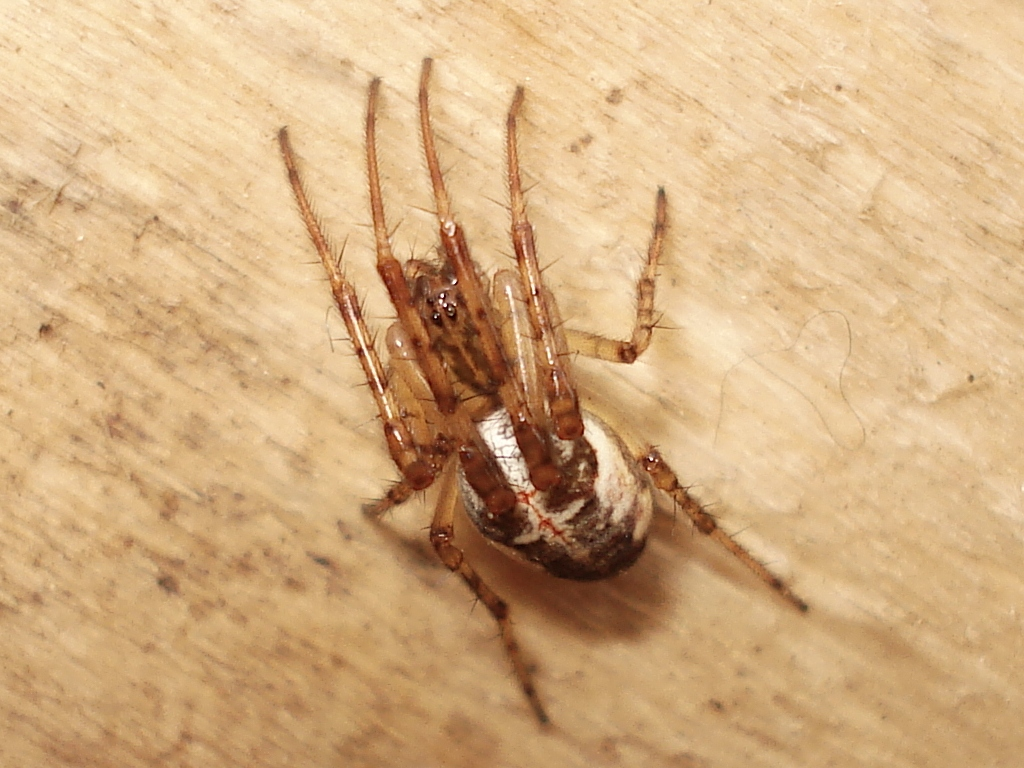
Samica Metellina mengei

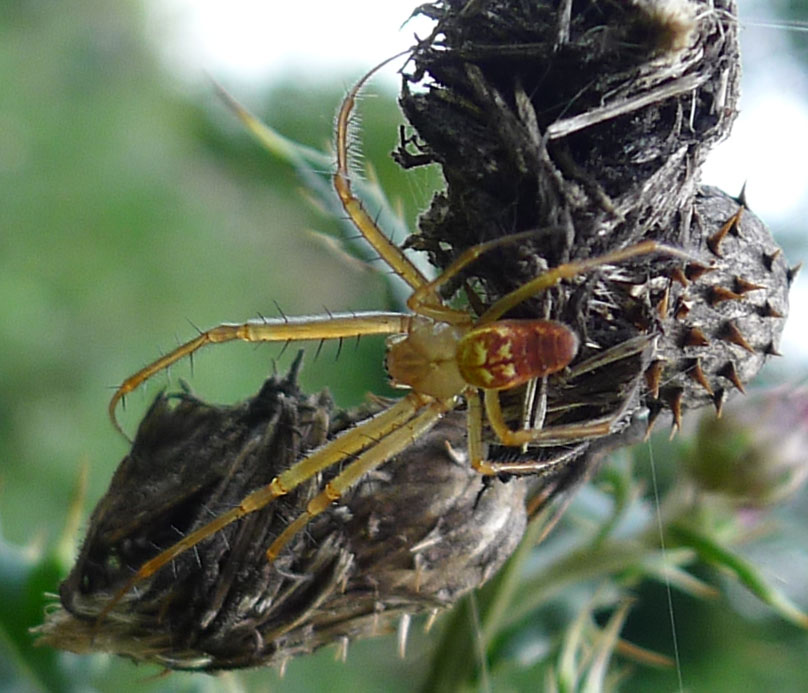
Samiec Metellina mengei

Metellina – rodzaj pająków z rodziny kwadratnikowatych i podrodziny czaikowatych.

## Morfologia
Pająki te mają prosomę zwykle o podstawowej barwie jasnożółtobrązowej. Od rodzajów Zhinu i Dolichognatha wyróżniają się nieprostokątną częścią głowową karapaksu. Jamki na karapaksie są wyraźnie zaznaczone. Region oczny nie jest ciemniejszy od reszty karapaksu. Oczy przednio-środkowe leżą bardziej z przodu niż przednio-boczne. Oczy tylno-boczne osadzone są na pojedynczych wzgórkach i widoku od przodu leżą nieco niżej niż tylno-środkowe. Błona odblaskowa w oczach drugorzędnych ma kształt kajaka. Wysokość nadustka jest trochę większa niż szerokość oka przednio-środkowej pary. Szczękoczułki mają na przednich krawędziach po 3 duże zęby, a na tylnych po 2 duże zęby i 2 małe ząbki. Szersza niż dłuższa warga dolna ma wyraźne obrzeżenie. Najszersze z przodu szczęki są dwukrotnie dłuższe od wargi dolnej. Kolejność par odnóży od najdłuższej do najkrótszej przedstawia się następująco: I, II, IV, III. U samca dwie początkowe pary odnóży są znacznie dłuższe niż u samicy. Trichobotria występują na goleniach i nadstopiach. Opistosoma (odwłok) jest dłuższa niż szeroka i zwykle pozbawiona guzków.
Samiec ma nogogłaszczki z pojedynczą szczecinką makroskopową (makrochetą) na rzepce. Jego cymbium ma duży wyrostek zewnętrzno-nasadowy (processus cymbialis ectobasalis), ale pozbawione jest wyrostka zewnętrzno-środkowego (processus cymbialis ectomedialis), co różni je od tego u rodzaju Meta. Paracymbium jest dłuższe niż połowa długości cymbium i ma długą i wąską odnogę. Embolus ma specyficzną dla podrodziny apofizę MEA (metaine embolic apophysis) o stosunkowo prostej budowie, słabiej zesklerotyzowaną niż u rodzaju Meta.
Płytka płciowa samicy jest płaska, o otworach kopulacyjnych skierowanych ku tyłowi. W pobliżu przewodów kopulacyjnych zlokalizowana jest masa gruczołów dodatkowych. Przewody zapładniające biorą swój początek niedaleko przednich części zbiorników nasienneych.

## Biologia i występowanie
Pająki te budują pionowe lub prawie pionowe sieci kolistego kształtu z otwartymi pępkami. Samce oczekują na krawędziach sieci samic, aż wpadnie w nie zdobycz. Do kopulacji przystępują, gdy szczękoczułki partnerki zajęte są żerowaniem. Kokony samic są mniej więcej kuliste i przyczepiane w pobliżu sieci do roślinności, w tym do kory drzew.
Rodzaj ten zasiedla krainę palearktyczną, nearktyczną i etiopską. W Europie, w tym w Polsce występują 3 gatunki (zobacz kwadratnikowate Polski). Spośród nich dwa: czaik jesienny i czaik wiosenny określane są jako prawdopodobnie najpospolitsze i najliczniej występujące pająki przędące koliste sieci łowne w północnej części Europy.

## Taksonomia
Rodzaj ten wprowadzony został w 1941 roku przez Ralpha V. Chamberlina i Wiltona Iviego. W pracach Jörga Wunderlicha, a także w publikacji Johna A. Murphy’ego i Michaela J. Robertsa z 2015 roku traktowany był jako synonim rodzaju Meta. W 2018 Robert Kallal i Gustavo Hormiga opublikowali wyniki analizy filogenetycznej czaikowatych, zgodnie z którymi takie stanowisko nie jest uzasadnione. Według nich rodzaj Metellina zajmuje pozycję siostrzaną względem rodzaju Zhinu, a powstały tak klad pozycję siostrzaną względem rodzaju Dolichognatha, podczas gdy rodzaj Meta zajmuje pozycję bazalną w podrodzinie.
Dotychczas opisano 15 gatunków:
- Metellina barreti (Kulczyński, 1899)
- Metellina curtisi (McCook, 1894)
- Metellina gertschi (Lessert, 1938)
- Metellina haddadi Marusik & Larsen, 2018
- Metellina kirgisica (Bakhvalov, 1974)
- Metellina longipalpis (Pavesi, 1883)
- Metellina mengei (Blackwall, 1869)
- Metellina merianae (Scopoli, 1763)
- Metellina merianopsis (Tullgren, 1910)
- Metellina mimetoides Chamberlin & Ivie, 1941
- Metellina minima (Denis, 1953)
- Metellina orientalis (Spassky, 1932)
- Metellina ornata (Chikuni, 1955)
- Metellina segmentata (Clerck, 1757) – czaik jesienny
- Metellina villiersi (Denis, 1955)